# Schock (Garnmaß)
Schock war ein Ermländer und schlesisches Garnmaß.
Beim Aufwinden des Garns auf eine Zählhaspel wurde nacheinander jeweils eine regional unterschiedliche Anzahl Faden zu einem Gebinde verschnürt oder abgebunden (daher der Name „Gebinde“). Eine bestimmte Menge Gebinde ergab schließlich den fertigen Garnstrang. Ein Faden oder Draden wurde durch eine volle Umdrehung einer Haspel abgemessen. Die Fadenlänge war daher vom Umfang der Haspel abhängig, der wiederum auch vom Material des zu messenden Garnes bestimmt wurde.
- 1 Draden = 3½ Ellen (preuß.).
- 1 Schock = 60 Stück = 1200 Gebinde = 48.000 Draden.

Abweichung gab es bei Hanf- und Hedegarn aus Polen und so galt
- 1 Schock = 4 Stück = 48 Gebinde
- 1 Gebinde = 20 Ellen.

In Breslau war
- 1 Faden = 4 Ellen = 2,30446 Meter
- 1 Gebinde = 20 Fäden
- 1 Zaspel = 20 Gebinde
- 1 Strähn = 3 Zaspel
- 1 Stück =  4 Strähn
- 1 Schock = 60 Stück